# 하루 동안의 숙녀
《하루 동안의 숙녀》(Lady For A Day)는 미국에서 제작된 프랑크 카프라 감독의 1933년 프리코드 코미디 드라마 영화이다. 워렌 윌리엄 등이 주연으로 출연하였고 해리 콘 등이 제작에 참여하였다. 아카데미 작품상에 지명된 최초의 컬럼비아 픽처스 개봉작이며 카프라가 아카데미 감독상에 지명된 최초의 영화이기도 하다.

## 출연

### 주연
- 워렌 윌리엄
- 메이 롭슨
- 가이 키비
- 글렌다 패럴

### 조연
- 네드 스팍스
- 월터 코놀리
- 진 파커
- 냇 펜들튼
- 베리 노턴
- 할리웰 홉스
- 호바트 보스워스
- 로버트 에멧 오코너

## 기타
- 미술: 스티븐 구손
- 의상: 로버트 칼로크